# Iván Redondo
Iván Redondo Bacaicoa, né en 1981 à Saint-Sébastien, est un consultant et homme politique espagnol.
Il est directeur de cabinet du président du gouvernement entre juin 2018 et juillet 2021.

## Biographie

### Études
Il passe d'abord une licence en lettres et communication de l'université de Deusto. À la suite de son cursus, il s'inscrit à l'université complutense de Madrid (UCM) et y obtient un master en information économique.

### Carrière dans le privé
Il commence à travailler pour le cabinet Llorente & Cuenca, au sein de l'équipe qui établit la stratégie de communication de l'offre publique d'achat de Gas Natural sur Endesa. Il fonde ensuite sa propre société de conseil, Redondo & Asociados Public Affairs Firm.

### Consultant pour le PP
Il commence à conseiller des personnalités du monde politique en travaillant sur la campagne d'Antonio Basagoiti, chef de file du Parti populaire (PP) aux élections régionales de 2009 au Pays basque. Il joue un rôle-clé dans la conclusion d'un accord avec le Parti socialiste (PSOE) de Patxi López.
En 2011, il travaille à la fois sur la campagne de Xavier García Albiol pour les élections municipales à Badalone, en Catalogne, et celle de José Antonio Monago aux élections régionales de 2011 en Estrémadure. Les deux l'emportent grâce aux stratégies mises en place par Redondo : le premier a mené campagne sur le thème de l'immigration tandis que l'autre a présenté une image modernisée du PP dans un bastion socialiste.

### Conseiller de Pedro Sánchez
Après avoir apporté, à titre gratuit et personnel, quelques conseils au socialiste Pedro Sánchez pour les primaires du 39e congrès du PSOE, il est embauché par ce dernier comme conseiller en décembre 2017.
À la suite de l'accession de Sánchez au pouvoir à la suite du vote d'une motion de censure le 2 juin 2018, il est choisi comme directeur de cabinet du nouveau président du gouvernement, au détriment de l'historique directeur de cabinet de Sánchez au secrétariat général du PSOE Juanma Serrano. Il est officiellement nommé dans cette fonction le 9 juin suivant.
Le 1er octobre 2018, il est choisi par Sánchez comme coordonnateur du comité électoral du PSOE, en tandem avec le secrétaire à l'Organisation José Luis Ábalos. Sa désignation provoque un certain mal-être parmi la direction fédéral du PSOE puisqu'il n'est ni adhérent ni militant du parti. En février 2019, après le rejet du projet de loi de finances de l'État pour 2019, il convainc Pedro Sánchez de dissoudre les Cortes Generales et de convoquer des élections générales pour le 28 avril 2019,. Il prépare avec Sánchez les deux débats pré-électoraux et est choisi par lui comme seul conseiller sur les plateaux de RTVE et Atresmedia. Au soir du scrutin, le PSOE se classe en première position et remporte une majorité relative de 123 sièges au Congrès des députés et la majorité absolue des sièges du Sénat.
Alors même que ses fonctions avaient été développées après la constitution du deuxième gouvernement de Pedro Sánchez, il quitte ses fonctions après le remaniement ministériel opéré le 12 juillet 2021 en raison de désaccords entre lui et Sánchez au sujet desdites responsabilités et de son éventuelle nomination comme ministre. Son départ est accueilli avec enthousiasme par le PSOE qui voyait dans Redondo une personne éloignée du parti et ayant un profil inadapté. Il est remplacé par Óscar López Águeda, ancien secrétaire à l'Organisation du PSOE entre 2012 et 2014 sous le mandat d'Alfredo Pérez Rubalcaba comme secrétaire général,.